# Mitragomphus ganzanus
Mitragomphus ganzanus är en trollsländeart som beskrevs av James George Needham 1944. Mitragomphus ganzanus ingår i släktet Mitragomphus och familjen flodtrollsländor. IUCN kategoriserar arten globalt som otillräckligt studerad. Inga underarter finns listade i Catalogue of Life.